# 2019冠状病毒病贵州省疫情
2019冠状病毒病贵州省疫情，介绍2019冠状病毒病疫情中，在中华人民共和国贵州省发生的情况。

## 时间轴

### 2020年

#### 1月
2020年1月21日，贵州省贵阳市发现1例疑似新型冠状病毒感染患者。该患者1月12日从武汉返回贵阳。1月22日，国家卫生健康委确认贵州省首例输入性新型冠状病毒感染的肺炎确诊病例。
1月23日，贵州省卫健委通报，新增2例新型冠状病毒感染的肺炎确诊病例，其中铜仁市1例，黔南州1例。
1月25日，贵州省卫健委分别通报新增1例、1例新型冠状病毒感染的肺炎确诊病例，其中铜仁市1例，黔西南州1例。
1月27日，贵州省卫健委通报新增2例确诊病例，其中六盘水市1例、黔南州1例，均有武汉居住史。
1月28日，贵州省卫健委通报新增2例确诊病例，均有武汉居住史。截至27日24时，贵州省累计报告新型冠状病毒感染的肺炎病例9例（重症1例）。其中，贵阳市1例，六盘水市1例，铜仁市2例，黔南州4例，黔西南州1例。
1月29日，贵州省卫健委对外发布，1月28日上午，经贵州医科大学附属医院医护人员诊治和护理，该院收治的一名新型冠状病毒感染的肺炎患者救治情况良好，符合出院标准。
1月30日，贵州省卫健委通报新增3例确诊病例，均为1月28日报告的疑似病例。
1月31日，贵州省卫健委通报新增3例确诊病例，其中外地来黔、返黔人员1例，本省常住人口2例。

#### 2月
2月1日，贵州省卫健委通报新增14例确诊病例，其中外地来黔人员7例、本省常住人口7例。贵阳市3例、遵义市3例、六盘水市4例、毕节市2例、铜仁市1例、黔东南州1例。
2月2日，贵州省卫健委通报新增9例确诊病例，其中外地来黔人员7例、本省常住人口2例。贵阳市2例、遵义市1例、安顺市2例、毕节市1例、黔东南州2例、黔南州1例。
2月3日，贵州省卫健委通报新增8例确诊病例，其中外地来黔人员5例、本省常住人口3例。贵阳市1例，遵义市3例，六盘水市1例，铜仁市3例。
2月4日上午，贵州省卫健委通报新增10例确诊病例，其中外地来黔人员6例、本省常住人口4例。贵阳市3例、遵义市1例、毕节市4例、黔南州1例、黔西南州1例。患者最小的系1个月大的女婴。同日下午，贵州省卫健委通报2月4日0—12时新增2例确诊病例，其中外地来黔返黔人员1例、本省常住人口1例。毕节市1例、黔西南州1例。
2月5日上午，贵州省卫健委通报新增6例确诊病例，其中外地来黔人员3例，本省常住人口3例。贵阳市2例、安顺市1例、毕节市2例、黔东南州1例。另有3例出院。同日下午，贵州省卫健委通报首例死亡病例，系一名34岁的盘州籍男子，常住云南省昆明市北市区，患者伴有高血压基础疾病。
2月6日上午，贵州省卫健委通报新增确诊病例5例，新增治愈出院病例1例。新增确诊病例中，贵阳市3例，毕节市2例；新增治愈出院病例中，铜仁市1例。同日下午，贵州省卫健委通报新增确诊病例2例，均为遵义市病例。
2月7日上午，贵州省卫健委通报新增确诊病例6例，其中贵阳市3例，遵义市1例，安顺市1例，黔南州1例。同日下午通报毕节市新增确诊病例4例。
2月8日上午，贵州省卫健委通报新增确诊病例8例，其中遵义市3例，毕节市4例，黔西南州1例。同日下午通报新增治愈出院1例。
2月9日上午，贵州省卫健委通报新增确诊病例7例，其中贵阳市4例、六盘水市1例、铜仁市1例、黔东南州1例。同日下午通报新增确诊病例3例，其中贵阳市2例、黔东南州1例。
2月10日，贵州省卫健委通报新增确诊病例10例，其中贵阳市3例、遵义市4例、铜仁市1例、黔东南州1例、黔南州1例。截至2月9日24时，全省累计报告新型冠状病毒肺炎病例109例。其中，45例有武汉旅居史，7例有武汉外湖北其他地区旅居史，9例有湖北以外地区旅居史；治愈出院7例，病情平稳80例，重症14例，危重症7例，死亡1例；男性57例，女性52例；年龄最大87岁，最小1个月（确诊时间）；贵阳市27例（1例已治愈），遵义市19例（1例已治愈），六盘水市10例，安顺市4例，毕节市21例，铜仁市8例（2例已治愈），黔东南州8例，黔南州8例（3例已治愈），黔西南州4例。

#### 3月
3月16日10时35分，贵州省最后1例患者在贵州省将军山医院治愈出院，至此贵州省已无在院本地确诊病例。同日，贵阳市发现一名境外输入无症状感染者。患者由英国伦敦经香港转机到成都后乘坐高铁C5989次，于3月15日23时43分到达贵阳北站，由其父母驾私家车接回家中实行居家隔离观察。3月16日确诊。

### 2021年

#### 10月
10月18日，遵义医科大学附属医院在对重点地区来返黔人员开展核酸检测中，发现一例甘肃等地旅居史人员核酸检测结果阳性。遵义市疾控中心立即派出采样队伍进行复核并开展现场流行病学调查。经复核，该人员核酸检测结果为阳性。10月19日，经专家组诊断为外省关联新冠肺炎确诊病例（普通型），目前已全程闭环转运至省将军山医院隔离救治。
10月20日，贵州省卫生健康委接到报告，10月19日遵义市汇川区外省关联确诊病例的1位密切接触者核酸检测初筛阳性，经遵义市疾控中心复检，结果为阳性。后经专家会诊，诊断为无症状感染者。
10月21日，遵义市发布通告，要求全市居民非必要不要离遵，来遵人员非必要近期不要来遵。所有零售药店暂停销售退热、止咳、抗病毒、抗生素等四类药品。严禁举办和参加群众性聚集活动，订婚、结婚、满月、寿诞等红事停办；白事严格限定参与人员，缩短时间简办，中心城区此类活动一律取消或延后。倡导市民群众尽量减少堂食就餐或缩短就餐时间，鼓励打包，单独就餐；禁止在餐馆内进行娱乐活动。当日，贵州省新增本土确诊病例1例，新增无症状感染者2例。
10月22日，遵义市汇川区仁和苑小区、东方湘江湾小区风险等级调整为中风险地区。同日下午，贵州省卫生健康委接到报告，10月19日遵义市汇川区外省关联确诊病例的1位密切接触者核酸检测结果阳性，经专家会诊，诊断为无症状感染者。截至10月22日14时，遵义市中心城区因疫情关联和2021年成人高考停课的中小学和幼儿园共16所。
10月24日，贵州省卫生健康委接到报告，10月19日遵义市汇川区外省关联确诊病例已管控的2名密切接触者核酸检测结果阳性。接到报告后，2名核酸检测结果阳性人员已全程闭环转运至省将军山医院集中隔离治疗，经专家会诊，2人均诊断为新冠肺炎确诊病例。同日，贵州省1名无症状感染者转为确诊病例。当日贵州省新增本土确诊病例4例（其中1例为无症状感染者转确诊病例）。
10月25日，贵州省新增无症状感染者2例，新增一名无症状感染者为遵义市一隔离点工作人员。
10月26日，贵州省新增本土确诊病例5例（均为无症状感染者转为确诊病例）。

#### 11月
11月4日，贵州省新增本土确诊病例1例。

#### 12月
12月26日，毕节市七星关区发现一例省外治愈返黔核酸检测阳性人员。
12月27日，1名从外省回铜仁市人员核酸检测结果阳性。31日，转为确诊病例。

### 2022年

#### 1月
1月26日，安顺市报告1名省外返黔人员核酸检测结果异常，经安顺市疾控中心复核，结果为阳性。1月27日凌晨，经专家组诊断为新冠肺炎确诊病例(轻型)。

#### 2月
2月10日，铜仁市碧江区新增1例外省来黔新冠肺炎确诊病例。
2月20日，贵阳市清镇市1名自香港入境返筑人员核酸检测结果异常，经贵阳市疾控中心复核结果为阳性，诊断为无症状感染者。

#### 3月
3月12日，遵义市1名省外返乡人员核酸检测结果异常，经遵义市疾控中心复核，结果为阳性。该病例为浙江省杭州市余杭区仁和街道顺丰快递中转站工作人员。当日贵州省新增确诊病例2例。
3月14日，贵州省新增确诊病例2例，新增无症状感染者2例。
3月15日，贵州省新增确诊病例2例。
3月16日，遵义市新增1例核酸检测阳性人员，为集中隔离管控重点人员中发现。当日贵州省新增确诊病例2例（其中1例为3月16日通报确诊病例7，1例为3月14日通报无症状感染者2转归）。
3月18日，贵州省新增确诊病例1例，新增无症状感染者2例。
3月24日，贵州省新增外省输入确诊病例1例（三穗县报告）。
3月29日，贵阳市报告省外输入1例确诊病例，该人员3月26日10时35分自上海浦东机场乘MU9069次航班，于22时至揭阳潮汕机场，同日转乘GY7182次航班于3月27日0时27分抵达贵阳龙洞堡机场。
3月30日，六盘水市报告1名省外返黔人员新冠病毒核酸检测结果异常，该人员于3月28日乘HO1209次航班返黔，于13：31到达贵阳龙洞堡机场。14：20从7号出口乘出租车前往贵阳北站，14：51到达贵阳北站后在28B检票口候车约3小时，18：31乘C6033次列车，于19：58到达六盘水站。同日，贵阳市1名省外来黔人员核酸检测结果出现异常。该人员3月28日、29日在省外开展核酸检测，结果均为阴性后，于29日17：23-19:42从上海乘航班9C8885抵达贵阳龙洞堡机场。3月31日经贵阳市疾控中心复核，其核酸检测结果为阳性，经省级专家组诊断为确诊病例（轻型）。

#### 4月
4月2日，黔西南州兴义市新增1例外省返乡无症状感染者，该人员3月28日19时56分从上海乘K231次列车返黔。
4月3日，黔西南州2名已集中隔离管控的密切接触者新冠病毒核酸检测结果异常，后均诊断为确诊病例。
4月4日，黔西南州兴义市新增1例新冠肺炎确诊病例。
4月5日，黔西南州兴义市新增2例新冠肺炎无症状感染者。
4月6日，黔西南州兴义市新增1例新冠肺炎确诊病例。
4月13日，铜仁市松桃县新增1例省外返黔闭环管理人员阳性，系上海市返黔人员。
4月17日，贵阳市1名已隔离管控省外返黔密切接触者新冠病毒核酸检测结果异常，后诊断为确诊病例（轻型）。
4月27日，铜仁市江口县在隔离管控人员中发现1名新冠病毒核酸检测结果异常人员，该人员4月25日从上海返黔。

#### 5月
5月4日，铜仁市卫生健康局报告在集中隔离管控的省外返黔人员中发现一名新冠病毒核酸检测结果异常人员，该人员5月3日23:50自驾车从上海市嘉定区出发（已提前向目的地报备）。
5月5日，黔东南州卫生健康局报告1名集中隔离管控的省外返乡闭环管理人员新冠病毒核酸检测结果异常，该人员5月3日自驾车从上海市浦东新区出发（已提前向目的地报备）。
5月6日，铜仁市在集中隔离管控的省外返黔人员中发现一名新冠病毒核酸检测结果异常人员，该人员5月3日乘自驾车从上海市嘉定区出发（已提前向目的地报备）。
5月9日，遵义市务川县报告1例省外返黔闭环管理人员阳性，该人员5月7日自驾车从上海市浦东新区出发（已提前向目的地报备），5月8日15时38分到达务川自治县南站高速收费站。黔东南州岑巩县报告1例省外返黔闭环管理确诊病例，该人员5月8日自驾车从上海市浦东新区出发（已提前向目的地报备），5月9日上午7时06分到达岑巩县高速收费站。
5月10日，黔东南州岑巩县新增1例核酸检测结果异常人员，该人员5月8日自驾车从上海市浦东新区出发（已提前向目的地报备），5月9日上午7时06分到达岑巩县高速收费站。贵阳市花溪区发现1名核酸检测结果异常人员，该人员5月8日11时乘坐K1501次列车从重庆西站到达贵阳站，翌日14时12分接到花溪区疾控中心电话告知其为外省协查通报新冠阳性病例的同车密切接触者。
5月11日，贵州省新增确诊病例1例（为遵义市务川县无症状感染者2转确诊病例），新增无症状感染者4例。
5月13日，黔南州罗甸县发现1名核酸检测结果异常人员，系上海市浦东新区返黔。
5月14日，遵义市务川自治县新增1例省外返黔闭环管理人员阳性，该人员5月11日18时30分乘自驾车从上海市浦东新区出发。当日贵州省新增确诊病例2例，新增无症状感染者2例。
5月15日，黔南州罗甸县新增1例省外返黔闭环管理人员阳性，系与无症状感染者1同车从上海返黔的人员。

#### 7月
7月15日，贵阳市高新区在集中隔离管控的省外来黔协查的密接人员中发现1名核酸检测结果异常人员，该人员7月14日乘坐上海航空FM9463航班从上海出发，到达贵阳龙洞堡机场T2航站楼。7月15日接上海市疾控中心相关协查函判定其为上海无症状感染者的密接者，7月16日9时经省级专家组会诊，诊断为新冠肺炎确诊病例（轻型）。

#### 8月
8月4日，遵义市绥阳县1名省外来黔人员新冠病毒核酸检测结果异常，诊断为无症状感染者。
8月5日，遵义市绥阳县1名省外来黔人员新冠病毒核酸检测结果异常，诊断为无症状感染者，系8月4日报告的无症状感染者的同乘人员。
8月9日，仁怀市2名已集中隔离的密切接触者新冠病毒核酸检测结果异常，分别被诊断为确诊病例和无症状感染者。
8月15日，铜仁市碧江区1名省外返黔人员新冠病毒核酸检测结果异常，该人员8月13日10时55分从西藏拉萨贡嘎机场起飞，13时25分到达贵阳龙洞堡机场后乘坐出租车前往贵阳北站，15时26分乘坐G2994高铁于17时07分到达铜仁站，出站后乘坐出租车到铜仁市中医医院（八里岗新院区）作第1次核酸检测。同日，黔南州卫生健康局报告1名西藏旅游返黔人员新冠病毒核酸检测结果异常。
8月16日，黔南州瓮安县无症状感染者1的1名密切接触者在都匀市集中隔离点发现新冠病毒核酸检测结果异常。
8月17日，黔南州瓮安县无症状感染者1的1名密切接触者在瓮安县集中隔离点发现新冠病毒核酸检测结果异常。
8月18日，黔南州瓮安县无症状感染者1的1例密切接触者在瓮安县集中隔离点发现新冠病毒核酸检测结果异常。
8月19日，遵义市播州区1名省外来黔人员新冠病毒核酸检测结果异常，该人员从拉萨乘列车经西宁到重庆，于8月17日8时从重庆西站乘G2871次列车，于9时25分到达遵义站。
8月20日，黔南州瓮安县确诊病例2的1名密切接触者在瓮安县集中隔离点发现新冠病毒核酸检测结果异常。
8月21日，毕节市七星关区发现1例省外来黔人员阳性，该人员7月19日驾驶旅游大巴从广西出发途经四川、青海、新疆，于8月19日17时许到达贵州赤水市。8月20日13时40左右从遵义市赤水市出发，于17时30分许到达毕节市境内，立即由毕节市社防组工作人员引导，于18时10分闭环转运至七星关区指定地点就地管控，之后一名密切接触者确认感染。
8月23日，毕节市七星关区无症状感染者1的2名密切接触者在七星关区集中隔离点发现新冠病毒核酸检测结果异常。翌日再新增1例阳性感染者。
8月31日，贵阳市花溪区在风险职业人群定期监测中发现1例新冠病毒核酸检测结果异常。该人员为花溪区石板镇物流园员工（进口冷链场所从业人员）。

#### 9月
9月2日10时起,贵阳市部分区域内的全体居民开展一轮区域全员免费核酸检测。
截至9月3日8时，贵阳本次疫情累计报告确诊病例4例(花溪区2例、南明区2例)，无症状感染者11例(花溪区10例、观山湖区1例)。毒株经基因测序为奥密克戎BA.2.76变异毒株。9月3日至5日，贵阳市部分辖区开展区域全员核酸筛查，期间核酸检测系统一度登录迟缓。贵阳市疫情防控现场处置省市联动指挥部对此向贵阳市民表示歉意。而系统开发者云上贵州大数据公司也就此公开致歉。
截至9月4日11时，贵阳市本轮疫情累计报告确诊病例5例，无症状感染者22例。当日贵州省新增确诊病例1例，新增无症状感染者25例。
9月5日零时起至9月8日24时止，贵阳市部分区域实施临时静态管理。但有民众反映封控在家沒有物資发放，不少人表示已经餓了三四天。而貴陽市针对本轮疫情，啟動了「線上下單、線下無接觸配送」的供應體系，由於運行時間較短，出現無法下單和無法配送等問題，給市民造成困擾，9月7日貴陽市商務局相關負責人就此向贵阳市民表示歉意。当日贵州省新增无症状感染者3例（贵阳市3例）。另外，贵阳市南明区人民政府副区长严明因在统筹协调区外医护力量援助南明区的工作中责任心缺失，未做具体工作安排，导致部分医护力量配置不及时，影响全区核酸采集工作进度，在开展实地督查过程中，情况不清、底数不明，一问三不知，其副区长职务被免职。
9月6日，贵州新增确诊病例1例（贵阳市1例）；新增无症状感染者29例（贵阳市12例，毕节市织金县3例，毕节市黔西市1例，黔南州贵定县5例，黔南州龙里县4例，遵义市正安县3例，黔东南州凯里市1例）。
9月7日，贵州省新增确诊病例4例（毕节市织金县2例、贵阳市1例、黔南州贵定县1例）；新增无症状感染者16例（贵阳市13例、毕节市织金县2例、黔南州龙里县1例）。當天上午，贵阳南明区就花果园社区域物资不足致歉。花果园社区內有40万贵阳市民居住在这里，當時正处于静默管理中。截至9月7日14时，贵阳市共筛查到阳性感染者301例。
9月8日，貴州新增确诊病例6例（黔南州贵定县3例（1例无症状感染者转确诊）、毕节市织金县2例、贵阳市1例）；新增无症状感染者13例（贵阳市3例、毕节市织金县8、黔南州贵定县2）。
9月9日，贵州省新增确诊病例5例（贵阳市5例）；新增无症状感染者43例（遵义市红花岗区1例，贵阳市42例）。当日12时起，遵义市中心城区（红花岗、汇川、播州、新蒲）的通道（高速公路和国、省、县道）实施临时交通管控，车辆、人员只进不出（执行疫情防控工作任务的除外）。
9月10日，贵州省新增确诊病例2例（贵阳市1例、毕节市织金县1例）；新增无症状感染者122例（毕节市织金县1例、黔南州贵定县4例、遵义市红花岗区1例、遵义市播州区1例、贵阳市115例）。当日12时起，乌当区（除高新路街道、新创路街道、新光路街道、观溪路街道、龙广路街道、东风镇外）、修文县（除扎佐街道、景阳街道、六屯镇外）区域内可有序流动。
9月11日，贵州省新增确诊病例1例（贵阳市1例）；新增无症状感染者136例（毕节市织金县3例、黔南州贵定县1例、遵义市新蒲新区1例、遵义市红花岗区1例、贵阳市130例）。
9月12日，贵州省新增无症状感染者145例（毕节市织金县27例、贵阳市118例）。
9月13日，贵州遵义中心城区外11个县（市）中小学、幼儿园開始复课。当日贵州省新增确诊病例3例（贵阳市1例、遵义市新蒲新区1例、毕节市织金县1例，无症状转确诊）；新增无症状感染者246例（遵义市播州区2例、黔南州贵定县1例、毕节市织金县169例、遵义市红花岗区3例、遵义市新蒲新区1例、贵阳市70例）。
9月14日，贵州新增确诊病例5例（毕节市织金县1例、贵阳市4例）；新增无症状感染者302例（遵义市播州区2例、贵阳市49例、毕节市织金县251例）。
9月15日，贵州省新增确诊病例10例（毕节市织金县3例、遵义市播州区1例、贵阳市6例）；新增无症状感染者260例（毕节市织金县103例、遵义市播州区4例、贵阳市153例）。
9月16日，贵州省新增确诊病例8例（贵阳市8例）；新增无症状感染者146例（安顺市普定县1例、毕节市织金县59例、贵阳市86例）。
9月17日，贵州省新增确诊病例的2例（贵阳市1例、毕节市织金县1例）、无症状感染者38例（贵阳市33例、毕节市织金县5例）。
9月18日，贵州省当日阳性并诊断为确诊病例的2例（贵阳市2例）、无症状感染者35例（贵阳市35例）；另有之前已隔离管控救治的阳性人员诊断为确诊病例10例（贵阳市7例，毕节市织金县3例），无症状感染者317（贵阳市304例，毕节市织金县13例）。无症状转确诊2例（贵阳市1例，毕节市1例）。当日黔南州一輛涉疫人员隔离转运车辆在行駛至三都至荔波高速三都段時发生侧翻事故，事故造成27人死亡，20人受伤。织金县主城区开展第六轮全员核酸筛查。9月16日至9月18日，贵阳进行了连续三轮全域核酸检测。9月19日，贵阳政府决定对贵阳全市以“县”为单位，对各区(市、县)实施分级分类管控措施，開始逐步恢复生产生活秩序。
9月19日，贵州省新增确诊病例41例（贵阳市17例、毕节市24例）；新增无症状感染者208例（贵阳市111例、毕节市97例）。无症状转确诊18例（贵阳市9例，毕节市9例）。
9月20日，贵州省新增确诊病例57例（贵阳市16例、毕节市40例、遵义市1例）；新增无症状感染者131例（贵阳市62例、毕节市69例）。无症状感染者转确诊病例9例（贵阳市1例，遵义市1例，毕节市7例）。
9月21日，贵州省新增确诊病例42例（贵阳市16例、毕节市26例）；新增无症状感染者134例（贵阳市61例、毕节市73例）。无症状转确诊3例（贵阳市1例，毕节市2例）。
9月22日，贵州省新增确诊病例43例（贵阳市13例、毕节市30例）；新增无症状感染者103例（贵阳市29例、毕节市74例）。无症状感染者转确诊病例1例（贵阳市）。
9月23日12时起，遵义市高中风险区全部解除，恢复实施常态化防控措施。当日贵州省新增确诊病例32例（贵阳市5例、毕节市27例）；新增无症状感染者71例（贵阳市18例、毕节市53例）。其中境外输入无症状感染者1例（贵阳市），入黔后闭环管理。无症状感染者转确诊病例4例（贵阳市1例、毕节市3例）。
9月24日，贵州省新增确诊病例86例（贵阳市11例、毕节市75例）；新增无症状感染者94例（贵阳市17例、毕节市77例）。无症状感染者转确诊病例4例（贵阳市4例）。
9月25日，贵州省新增确诊病例154例（贵阳市86例、毕节市67例、安顺市1例）；新增确诊病例中含无症状感染者转确诊病例90例（贵阳市82例、毕节市7例、安顺市1例）。新增无症状感染者97例（贵阳市17例、毕节市80例）。
9月26日，贵州省新增确诊病例44例（毕节市44例）；新增无症状感染者81例（贵阳市4例、毕节市77例）。无症状感染者转确诊病例1例(毕节市)。
9月27日，贵州省新增确诊病例56例（贵阳市1例、毕节市55例）；新增无症状感染者73例（毕节市73例）。无症状感染者转确诊病例2例。当晚毕节市防疫新闻发布会上介绍，毕节市织金县育才学校、纳雍县思源学校出现聚集性疫情。
9月28日，贵州新增确诊病例38例（毕节市）；新增无症状感染者58例（毕节市57例、遵义市1例）。无症状感染者转确诊病例4例（毕节市）。
9月29日，贵州新增确诊病例17例（毕节市16例、贵阳市1例），贵阳市新增1例确诊病例为9月12日诊断的无症状感染者转归。新增无症状感染者80例（毕节市78例、贵阳市2例<居家隔离发现>）。
9月30日，贵州新增确诊病例2例（毕节市）；新增无症状感染者83例（毕节市）。

#### 10月
10月1日，贵州新增确诊病例3例（毕节市）；新增无症状感染者24例（毕节市）。
10月2日，贵州新增外省输入感染者2例，均诊断为无症状感染者（黔西南州，闭环管理）。新增省内感染者30例，其中确诊病例3例（毕节市），无症状感染者27例（毕节市）。
10月3日，贵州省新增省内感染者30例，其中，无新增确诊病例，新增无症状感染者30例（毕节市）。
10月4日，贵州省新增省内感染者17例，其中无新增确诊病例，新增无症状感染者17例（毕节市）。
10月5日，贵州省新增外省输入感染者3例。其中：确诊病例1例（遵义市），无症状感染者2例（安顺市1例，黔南州1例）。新增省内感染者9例，均为无症状感染者（毕节市）。
10月6日，贵州省新增外省输入感染者5例。其中：确诊病例1例（遵义市），无症状感染者4例（遵义市4例，其中含1例关联病例）。新增省内感染者9例，均为无症状感染者（毕节市）。
10月7日，贵州省新增外省输入感染者3例。其中：确诊病例1例（遵义市），无症状感染者2例（遵义市）。新增省内感染者5例，均为无症状感染者（毕节市）。
10月8日，贵州省新增外省输入感染者9例。其中：确诊病例2例（黔南州），无症状感染者7例（黔南州4例，遵义市3例）。新增省内感染者8例，均为无症状感染者（黔西南州5例，毕节市3例）。
10月9日，贵州省新增外省输入感染者2例，均为无症状感染者（毕节市）。新增省内感染者6例，均为无症状感染者（毕节市）。
10月10日，贵州省新增外省输入感染者1例，为无症状感染者（遵义市，新疆输入关联病例）。新增省内感染者6例。其中：确诊病例1例（毕节市），无症状感染者5例（毕节市2例，黔西南州2例，遵义市1例）。
10月11日，贵州省新增外省输入感染者3例，其中：确诊病例2例（贵阳市1例，黔南州1例<由10月8日诊断的无症状感染者转归为确诊病例>）；无症状感染者1例（六盘水市）。
10月12日，贵州省新增确诊病例2例（黔西南州）。另有既往无症状感染者转确诊病例1例（遵义市）。
10月14日，贵州省新增外省输入感染者7例。其中：确诊病例1例（贵阳市，外省输入病例的关联病例），无症状感染者6例（毕节市，含3例关联病例）。
10月15日，贵州省新增外省输入感染者9例，均为无症状感染者。其中：贵阳市3例(其中省外关联病例2例)，毕节市6例（省外关联病例）。
10月16日，贵州省新增外省输入感染者8例。其中：确诊病例1例（贵阳市），无症状感染者7例（毕节市，外省关联病例）。
10月17日，贵州省新增省外输入关联感染者6例（毕节市），均为无症状感染者。
10月18日，贵州省新增省外输入关联感染者8例（毕节市）。其中：确诊病例2例，无症状感染者6例。
10月19日，新增省外输入关联感染者4例（毕节市），均为无症状感染者。
10月20日，新增省外输入关联感染者5例（毕节市），均为无症状感染者。
10月21日，新增省外输入确诊病例1例（黔南州），既往无症状感染者转确诊病例1例（贵阳市）。
10月22日，新增省外输入关联无症状感染者1例（毕节市）。
10月23日，新增省外输入关联无症状感染者1例（毕节市）。新增集中隔离点发现确诊病例1例（贵阳市）。
10月24日，新增集中隔离点发现确诊病例1例（贵阳市）。
10月28日，新增省外输入确诊病例1例（贵阳市），新增既往无症状感染者转确诊病例1例（毕节市）。
10月31日，新增外省输入及关联感染者3例。其中：确诊病例2例（贵阳市1例，系外省关联病例；黔南州1例），无症状感染者1例(贵阳市）。

#### 11月
11月2日，新增无症状感染者1例。
11月3日，新增外省输入及关联感染者3例。其中：确诊病例2例（贵阳市1例，系外省输入关联病例；铜仁市1例），无症状感染者1例(贵阳市，系外省输入关联感染者）。
11月4日，新增外省输入及关联感染者2例，均为无症状感染者。其中：贵阳市1例，系外省输入感染者；铜仁市1例，系外省输入关联感染者。 既往无症状感染者转确诊病例1例（贵阳市，系外省输入关联病例）。
11月5日，新增外省输入感染者2例。其中：确诊病例1例（黔东南州）；无症状感染者1例（黔东南州）。新增省内感染者1例，为确诊病例（贵阳市）。
11月7日，新增感染者11例。其中：确诊病例5例（贵阳市3例，铜仁市2例），无症状感染者6例（贵阳市5例，铜仁市1例）。
11月8日，新增外省输入无症状感染者1例（遵义市）。新增省内感染者10例。其中：确诊病例1例（贵阳市），无症状感染者9例（贵阳市6例，铜仁市3例）。
11月9日，新增外省输入感染者3例，其中：确诊病例1例（黔西南州），无症状感染者2例（黔东南州）。新增省内感染者5例，均为无症状感染者（贵阳市2例，铜仁市3例）。
11月10日，新增外省输入感染者3例，其中：确诊病例1例（遵义市），无症状感染者2例（遵义市）。新增省内感染者5例，其中：确诊病例1例（贵阳市），无症状感染者4例（贵阳市2例，铜仁市2例）。
11月11日，新增外省输入感染者10例，其中：确诊病例2例（毕节市1例，黔东南州1例），无症状感染者8例（贵阳市2例，遵义市1例，六盘水市1例，毕节市1例，安顺市1例，铜仁市1例，黔东南州1例）。新增省内感染者4例，均为无症状感染者（贵阳市3例，铜仁市1例）。既往无症状感染者转确诊病例2例（铜仁市）。
11月12日，新增外省输入及关联感染者10例，其中：确诊病例3例（铜仁市1例，毕节市1例，黔西南州1例），无症状感染者7例（铜仁市3例，六盘水市3例，黔西南州1例）。新增省内感染者3例，其中确诊病例2例（贵阳市），无症状感染者1例（贵阳市）。
11月13日，新增外省输入及关联感染者23例，其中：确诊病例10例（毕节市6例，铜仁市3例，六盘水市1例），无症状感染者13例（贵阳市5例，毕节市4例，铜仁市2例，六盘水市1例，遵义市1例）。外省输入既往无症状感染者转为确诊病例2例（安顺市1例，铜仁市1例）。新增省内感染者5例，其中确诊病例3例（贵阳市），无症状感染者2例（贵阳市）。
11月14日，新增外省输入及关联感染者45例，其中：确诊病例13例（毕节市10例，贵阳市2例，安顺市1例），无症状感染者32例（毕节市29例，遵义市2例，贵阳市1例）。新增省内感染者4例，均为无症状感染者（贵阳市）。

#### 12月
12月6日，贵州省卫健委发布消息称，取消机场、火车站、高铁站、长途客运站、公路防疫服务点等场所强制性核酸检测，继续提供“落地检”愿检尽检服务；乘坐地铁、公交、出租车等市内公共交通工具，进入公园、小区等公共场所，不再查验核酸检测阴性证明；长期居家老人、居家办公和学习人员、婴幼儿等无社会面活动的人员，如无外出需求，可不参加社区核酸筛查；购买退热、抗病毒、抗生素、止咳感冒等药物，无需进行实名登记和提供核酸检测阴性证明。

## 争议事件

### 其他
2022年9月8日，贵阳市观山湖公安分局长岭派出所接到市民报警，称在美的林城时代美桐苑15栋楼下有业主不配合疫情防控工作，并辱骂威胁殴打防疫志愿者。派出所民警赶到现场核实情况后，发现居民秦某某确有不戴口罩出门购物、辱骂威胁殴打防疫志愿者的情况。民警为此上门敲门并告知传唤事由，秦某某及房内人员却拒绝配合，遂民警对秦某某开展强制传唤。之后网络流传视频，内容为“贵阳一住户内不配合防疫，男主被抓，女的在家里不戴口罩被训斥”，其后被揭露是谣言。
2022年9月15日，贵阳“一女子下跪向志愿者求物资”的视频在网络上传播。视频中显示，该女子在深夜的大街向志愿者要吃的，边下跪边哭，还表示“他们没饭吃了”。而一名住在楼上的居民将这一幕拍了下来，并质疑该女子疑似摆拍。9月15日晚，贵阳市南明区公安分局发布通报称：接群众举报，有人于静默管理区内下跪摆拍上传网络，疑似蹭热度博取流量，影响极为恶劣。公安机关已立案调查，并依法处理。
2022年9月20日，一男子在“贵阳xx群”内讨论给隔离区女生送饭，再趁机提出性要求的聊天记录在网上传播。经公安机关调查，该人员非志愿者，其为寻求刺激，刷存在感，在微信群内发表低俗言语，内容污秽，抹黑志愿者形象。9月21日，南明公安分局以涉嫌寻衅滋事受案调查。